# Thomas Rawson Birks
Thomas Rawson Birks (28 de septiembre de 1810 - 19 de julio de 1883) fue un teólogo y polemista inglés que figuró en el debate para tratar de resolver la teología y la ciencia. Llegó a ser Profesor de Filosofía Moral en la Universidad de Cambridge. Sus discusiones generaron mucha controversia: en un libro propuso que las estrellas no pueden tener planetas, ya que esto reduciría la importancia de la aparición de Cristo en este planeta.

## Biografía
Birks nació el 28 de septiembre de 1810 en Staveley, Derbyshire, Inglaterra, donde su padre era un granjero arrendatario bajo el Duque de Devonshire. Al ser la familia no conformista, Birks fue educado en Chesterfield y luego en el Colegio Disidente de Mill Hill. Obtuvo una beca en el Trinity College, Cambridge, y en su tercer año ganó el premio principal de declamación en inglés. Como ganador de este premio, pronunció la habitual oración en el salón del college. El tema elegido fue Certidumbre Matemática y Moral, y el Dr. William Whewell elogió mucho esta oración. En 1834, al igual que Whewell antes que él, Birks se convirtió en el segundo mejor clasificado y en el segundo premiado Smith.

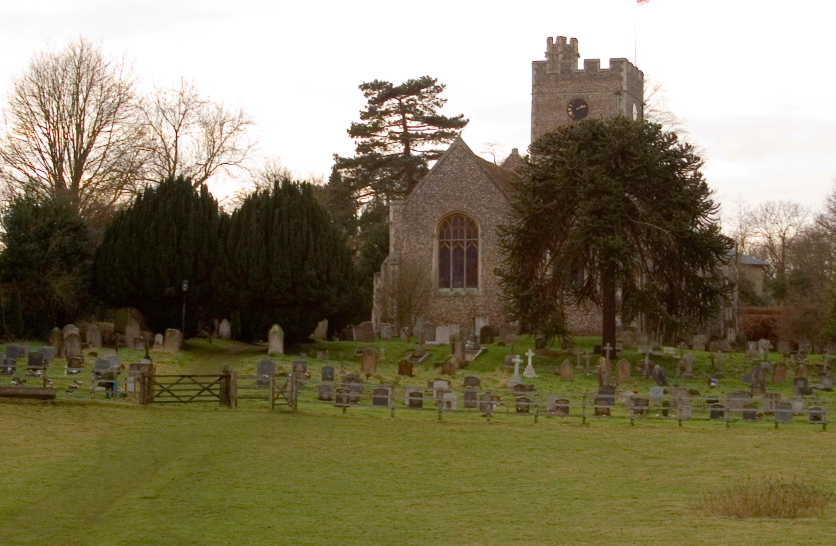
La iglesia de Watton-at-Stone, donde Birks trabajó con Edward Bickersteth

## La iglesia
Después de unirse a la Iglesia de Inglaterra al salir de la universidad, Birks se estableció en Watton-at-Stone como tutor y luego como coadjutor del reverendo Edward Bickersteth. Durante su estancia allí, estudió las Escrituras proféticas y tomó el lado afirmativo en la acalorada controversia que surgió sobre la teoría premilenial del regreso del Señor. En 1843-1844, Birks ganó el premio Seatonian al mejor poema en inglés en el Trinity College. Algunos años antes había sido elegido miembro de este college. Participó en muchas controversias religiosas, y una de ellas, sobre el futuro de los perdidos, llevó a la ruptura de amistades privadas y conexiones religiosas. En sus opiniones sobre este tema, se opuso igualmente a los universalistas y a los aniquilacionistas. En 1844, Birks se casó con la hija de Bickersteth, Elizabeth, y aceptó el beneficio eclesiástico de Kelshall en Hertfordshire.
Birks publicó Astronomía Moderna en 1830 para demostrar una armonía entre la ciencia y la religión; en ella intenta unir la teología y una comprensión moderna de la astronomía. Trata temas como la insignificancia del hombre, si solo somos una raza en el universo excepto por los ángeles. ¿Cómo puede cuadrarse la importancia de Cristo con la insignificancia de la raza humana en un universo vasto con una multitud de estrellas y planetas? La solución de Birks fue decidir que la existencia de planetas alrededor de otras estrellas es solo conjetura.
En 1850 publicó su edición de Horae Paulinae de William Paley, o la Veracidad de la Historia de las Escrituras de San Pablo con notas y un tratado complementario titulado Horae Apostolicae.
En 1856, la esposa de Birks, Elizabeth, falleció a la edad de 46 años. Su viudez llevó a la suspensión de su escritura durante varios años. Sin embargo, La Biblia y el Pensamiento Moderno fue publicada en 1861 a petición del comité de la Sociedad Religiosa de Tratados. Birks posteriormente amplió su trabajo con una serie de notas sobre la escuela de teología evidencial, los límites del pensamiento religioso, la Biblia y el antiguo Egipto, el elemento humano en las Escrituras y Génesis y la geología. En 1862 publicó Sobre la Materia y el Éter, O, Las Leyes Secretas del Cambio Físico, que trataba sobre temas de física.

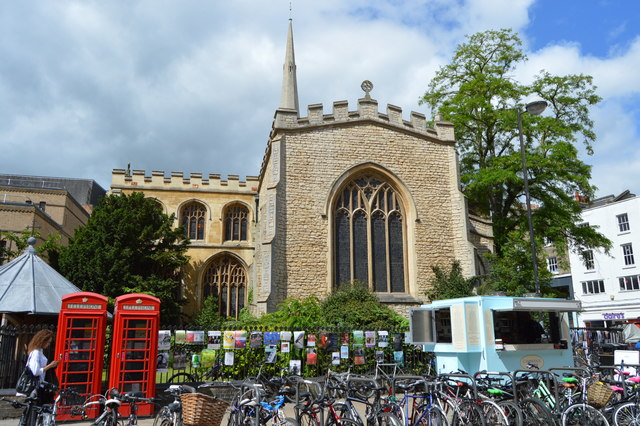
Iglesia de la Santísima Trinidad, Cambridge (en 2004), donde Birks sirvió como vicario de 1866 a 1877

## Cambridge y segundo matrimonio
Birks dejó Kelshall en 1864. En 1866 aceptó el importante cargo en la Iglesia de la Santísima Trinidad, Cambridge; y el 17 de mayo de 1866 se casó con su segunda esposa, Georgina Agnes Beresford, viuda de James Douglas.
En el momento de la desestabilización de la Iglesia de Irlanda, Birks presentó un extenso tratado sobre Iglesia y Estado que era una elaboración de un tratado escrito treinta años antes, y ahora fue republicado como relevante para el cambio eclesiástico propuesto por William Ewart Gladstone y llevado a cabo por el Parlamento. Birks fue instalado como canónigo honorario de la Catedral de Ely en 1871, y en 1872, tras la muerte del Rev. F. D. Maurice, fue elegido Profesor de Filosofía de Knightbridge. Este nombramiento llevó a una controversia tormentosa. Fue considerado como un paso retrógrado por el gran cuerpo de pensadores liberales que simpatizaban con las opiniones de Maurice. Como pastor en Cambridge, Birks impartía instrucción religiosa a los estudiantes universitarios, a los miembros mayores de la universidad y también a los residentes en la ciudad. En el año de su nombramiento publicó su Doctrina Escritural de la Creación y La Filosofía de la Responsabilidad Humana. Su conferencia inaugural como profesor de filosofía moral versó sobre La Importancia Actual de la Ciencia Moral (1872).
En 1873, Birks publicó sus Primeros Principios de la Ciencia Moral, que fue un curso de conferencias impartidas durante su cátedra. Este trabajo fue seguido en 1874 por el Utilitarismo Moderno, en el que se examinaron y compararon los sistemas de William Paley, Jeremy Bentham y John Stuart Mill. En 1876, dio el discurso anual en el Instituto Victoria, siendo su tema Las Incertidumbres de la Ciencia Física Moderna.
En 1876 publicó su obra sobre el Fatalismo Físico Moderno y la Doctrina de la Evolución. Contenía el sustento de un curso de conferencias dedicado al examen de la filosofía desarrollada en los Primeros Principios de Herbert Spencer. Birks consideraba que las opiniones expresadas por Spencer eran insostenibles y contrarias a las doctrinas fundamentales del cristianismo e incluso a la existencia de la ciencia moral. Spencer respondió extensamente a las críticas a sus Primeros Principios, lo que llevó a la reedición, en 1882, del tratado de Birks, con una introducción de Charles Pritchard, profesor Saviliano de astronomía en Oxford, en la que se abordaba la respuesta de Spencer y se ilustraban y explicaban aún más los argumentos originales de Birks.
Birks renunció al vicariato de la Trinidad en 1877, y en el mismo año publicó un volumen sobre la Evidencia Manuscrita en el Texto del Nuevo Testamento, que fue un esfuerzo por aplicar "razonamiento matemático para evaluar el valor probable de los manuscritos de diferentes épocas, con una inferencia general a favor del alto valor de los manuscritos cursivos como clase". En el mismo año, Birks publicó su Revelación Sobrenatural, siendo una respuesta a una obra sobre Religión Sobrenatural que había generado mucha crítica. El tratado de Birks fue nuevamente republicado más tarde por Pritchard, con una respuesta a las objeciones que se habían planteado contra él.

## Otras actividades
Durante veintiún años, Birks sirvió como secretario honorario de la Alianza Evangélica, pero renunció cuando el comité no estuvo de acuerdo con sus puntos de vista sobre el castigo eterno. Fue examinador en el examen teológico de Cambridge en 1867 y 1868, y fue miembro de la junta de estudios teológicos. Participó activamente en todos los asuntos universitarios durante su conexión con Cambridge, fue nombrado para predicar el sermón Ramsden en 1867, y fue frecuentemente predicador selecto ante la universidad.

## Enfermedad y muerte
A principios de 1875, Birks sufrió un ataque paralítico, seguido por un segundo derrame cerebral en 1877. Aun así, mantuvo un profundo interés en los temas del día y pudo dictar varias obras. En abril de 1880, mientras residía en el Bosque Nuevo, sufrió un episodio de parálisis durante una semana, su tercer ataque. Fue llevado a casa en Cambridge, donde permaneció durante tres años incapaz de realizar esfuerzos intelectuales. Falleció el 19 de julio de 1883 en su hogar y fue enterrado en Cambridge.

## Familia
Por su primer matrimonio con Elizabeth Bickersteth, Birks tuvo ocho hijos. Su hijo mayor, Edward Bickersteth Birks, también se convirtió en teólogo y lo sucedió como miembro del Trinity College.

## Obras
Además de las obras mencionadas a lo largo de este artículo, Birks fue autor de una considerable cantidad de tratados sobre profecía y otros temas relacionados con la antigua revelación, así como de su Memoria del Reverendo Edward Bickersteth.
- Primeros Elementos de la Profecía Sagrada: Incluyendo un Examen de Varias Exposiciones Recientes y de la Teoría del Año-Día.(Londres: William Edward Painter, 1843). [13]
- Los Cuatro Imperios Proféticos y el Reino del Mesías: Siendo una Exposición de las Dos Primeras Visiones de Daniel (Londres: Seeley, Burnside and Seeley, 1844).[13]
- Esbozos de profecías no cumplidas, una investigación sobre el testimonio de las Escrituras respecto a las 'buenas cosas por venir'. (Londres: Seeleys, 1854).[14]
- El Éxodo de Israel: Sus Dificultades Examinadas, y su Veracidad Confirmada con una Respuesta a Objeciones Recientes (1863).[15]
- La Victoria de la Bondad Divina: Respuesta a las Críticas (sobre la Obra Antes Mencionada) en Dos Obras Recientes (es decir, "Tendencias Religiosas de la Época" de James Grant y "El Propósito de Dios en los Juicios" de Robert Baxter). (Londres: Rivingtons, 1869).[16]
- La Victoria de la Bondad Divina: Incluyendo I. Cartas a un Inquirer sobre Varias Doctrinas de las Escrituras: II. Notas sobre las Confesiones de un Espíritu Investigador de Coleridge: III. Reflexiones sobre la Naturaleza de la Expiación y del Juicio Eterno (Londres: Rivingtons, 1870).[17]
- Comentario sobre el Libro de Isaías: Crítico, Histórico y Profético; Incluyendo una Traducción al Inglés Revisada, con Introducción y Apéndices (Londres: McMillan & Co., 1878).[18]
- Reflexiones sobre los tiempos y las estaciones de la profecía sagrada (Londres: Hodder and Stoughton, 1880).[19]
- Ensayo sobre la Correcta Estimación de la Evidencia Manuscrita en el Texto del Nuevo Testamento (1878).[20]